# Albumy numer jeden w roku 2013 (Japonia)
Notowanie Weekly Album Chart (jap. 週間アルバムランキング Shūkan Arubamu Chāto) przedstawia najlepiej sprzedające się albumy w Japonii. Publikowane jest ono przez magazyn Oricon Style, a dane skompletowane zostały przez Oricon w oparciu o cotygodniowe wyniki sprzedaży fizycznej albumów. Poniżej znajdują się tabele prezentujące najpopularniejsze albumy w danych tygodniach w roku 2013.

## Oricon Weekly Album Chart
| Data            | Album                                                                     | Wykonawca                    | Źródło |
| --------------- | ------------------------------------------------------------------------- | ---------------------------- | ------ |
| 7 stycznia      | MIRACLE                                                                   | Sandaime J Soul Brothers     | [ 1 ]  |
| 14 stycznia     | MIRACLE                                                                   | Sandaime J Soul Brothers     | [ 2 ]  |
| 21 stycznia     | A Classical                                                               | Ayumi Hamasaki               | [ 3 ]  |
| 28 stycznia     | SID 10th Anniversary BEST                                                 | SID                          | [ 4 ]  |
| 4 lutego        | JUSTICE                                                                   | Glay                         | [ 5 ]  |
| 11 lutego       | REAL                                                                      | Mika Nakashima               | [ 6 ]  |
| 18 lutego       | LOVE again                                                                | Ayumi Hamasaki               | [ 7 ]  |
| 25 lutego       | LEGEND OF 2PM                                                             | 2PM                          | [ 8 ]  |
| 4 marca         | MISIA SUPER BEST RECORDS -15th Celebration-                               | Misia                        | [ 9 ]  |
| 11 marca        | Teppen tottande! (jap. てっぺんとったんで!)                               | NMB48                        | [ 10 ] |
| 18 marca        | TIME                                                                      | Tōhōshinki                   | [ 11 ] |
| 25 marca        | sakanaction                                                               | Sakanaction                  | [ 12 ] |
| 1 kwietnia      | BOØWY THE BEST "STORY"                                                    | Boøwy                        | [ 13 ] |
| 8 kwietnia      | Good ikuze! (jap. Goodいくぜ!)                                            | Kis-My-Ft2                   | [ 14 ] |
| 15 kwietnia     | Funky Monkey Babys LAST BEST (jap. ファンキーモンキーベイビーズLAST BEST) | Funky Monkey Babys           | [ 15 ] |
| 22 kwietnia     | 5TH DIMENSION                                                             | Momoiro Clover Z             | [ 16 ] |
| 29 kwietnia     | Lesson 1                                                                  | E-girls                      | [ 17 ] |
| 6 maja          | The Past Masters Vol.1 (jap. ザ・パスト・マスターズ Vol.1)                | Golden Bomber                | [ 18 ] |
| 13 maja         | LAND                                                                      | Yuzu                         | [ 19 ] |
| 20 maja         | Kaba (jap. カバ)                                                          | Tsuyoshi Dōmoto              | [ 20 ] |
| 27 maja         | ALL TIME BEST ALBUM                                                       | Eikichi Yazawa               | [ 21 ] |
| 3 czerwca       | Delight                                                                   | Miwa                         | [ 22 ] |
| 10 czerwca      | Mekakucity Records (jap. メカクシティレコーズ（じん)                      | Jin (Shizen no Teki-P)       | [ 23 ] |
| 17 czerwca      | Koi ni ochiru toki (jap. 恋に落ちるとき)                                  | Infinite                     | [ 24 ] |
| 24 czerwca      | B’z The Best XXV 1988–1998                                                | B’z                          | [ 25 ] |
| 1 lipca         | B’z The Best XXV 1988–1998                                                | B’z                          | [ 26 ] |
| 8 lipca         | Nanda Collection (jap. なんだこれくしょん)                                | Kyary Pamyu Pamyu            | [ 27 ] |
| 15 lipca        | BUMP OF CHICKEN I <1999-2004>                                             | Bump of Chicken              | [ 28 ] |
| 22 lipca        | FEEL                                                                      | Namie Amuro                  | [ 29 ] |
| 29 lipca        | NEWS                                                                      | NEWS                         | [ 30 ] |
| 5 sierpnia      | I                                                                         | Ikimonogakari                | [ 31 ] |
| 12 sierpnia     | Yoshū fukushū (jap. 予襲復讐)                                             | Maximum the Hormone          | [ 32 ] |
| 19 sierpnia     | Yoshū fukushū (jap. 予襲復讐)                                             | Maximum the Hormone          | [ 33 ] |
| 26 sierpnia     | Yoshū fukushū (jap. 予襲復讐)                                             | Maximum the Hormone          | [ 34 ] |
| 2 września      | KYOSUKE HIMURO 25th Anniversary BEST ALBUM GREATEST ANTHOLOGY             | Kyōsuke Himuro               | [ 35 ] |
| 9 września      | Ama-chan Uta no Album (jap. あまちゃん 歌のアルバム)                      | Różni artyści                | [ 36 ] |
| 16 września     | Love Collection ~mint~                                                    | Kana Nishino                 | [ 37 ] |
| 23 września     | Chiisana ikimono (jap. 小さな生き物)                                      | Spitz                        | [ 38 ] |
| 30 września     | Eighth Wonder                                                             | AAA                          | [ 39 ] |
| 7 października  | Superfly BEST                                                             | Superfly                     | [ 40 ] |
| 14 października | LEVEL3                                                                    | Perfume                      | [ 41 ] |
| 21 października | Superfly BEST                                                             | Superfly                     | [ 42 ] |
| 28 października | JUKE BOX                                                                  | Kanjani∞                     | [ 43 ] |
| 4 listopada     | LOVE                                                                      | Arashi                       | [ 44 ] |
| 11 listopada    | LOVE                                                                      | Arashi                       | [ 45 ] |
| 18 listopada    | Artpop (jap. アートポップ)                                                | Lady Gaga                    | [ 46 ] |
| 25 listopada    | GENERATIONS                                                               | Generations from Exile Tribe | [ 47 ] |
| 2 grudnia       | PORNOGRAFFITTI 15th Anniversary "ALL TIME SINGLES"                        | Porno Graffitti              | [ 48 ] |
| 9 grudnia       | Kusabi (jap. 楔-kusabi-)                                                  | KAT-TUN                      | [ 49 ] |
| 16 grudnia      | L album                                                                   | KinKi Kids                   | [ 50 ] |
| 23 grudnia      | LOVE&PEACE                                                                | Girls’ Generation            | [ 51 ] |
| 30 grudnia      | One Song From Two Hearts                                                  | Kobukuro                     | [ 52 ] |